# Savage (Minnesota)
Savage és una població dels Estats Units a l'estat de Minnesota. Segons el cens del 2000 tenia 25.065 habitants.

## Demografia
Segons el cens del 2000, Savage tenia 21.115 habitants, 6.807 habitatges, i 5.717 famílies. La densitat de població era de 512,4 habitants per km².
Dels 6.807 habitatges en un 56,4% hi vivien nens de menys de 18 anys, en un 74% hi vivien parelles casades, en un 6,6% dones solteres, i en un 16% no eren unitats familiars. En l'11,1% dels habitatges hi vivien persones soles l'1,7% de les quals corresponia a persones de 65 anys o més que vivien soles. El nombre mitjà de persones vivint en cada habitatge era de 3,1 i el nombre mitjà de persones que vivien en cada família era de 3,38.
Per edats la població es repartia de la següent manera: un 35,6% tenia menys de 18 anys, un 4,5% entre 18 i 24, un 43,5% entre 25 i 44, un 13,7% de 45 a 60 i un 2,6% 65 anys o més.
L'edat mediana era de 31 anys. Per cada 100 dones de 18 o més anys hi havia 101,2 homes.
La renda mediana per habitatge era de 75.097$ i la renda mediana per família de 79.244$. Els homes tenien una renda mediana de 50.884$ mentre que les dones 35.824$. La renda per capita de la població era de 26.858$. Entorn de l'1,9% de les famílies i el 2,3% de la població estaven per davall del llindar de pobresa.

## Poblacions més properes
El següent diagrama mostra les poblacions més properes.